# Franekeradeel
Franekeradeel  è una ex-municipalità dei Paesi Bassi di 20 621 abitanti situata nella provincia della Frisia. Fu creato nel 1984 combinando la municipalità di Franekeradeel con la città di Franeker e parte della antica municipalità di Barradeel. In frisone occidentale il suo nome è Frentsjerteradiel.
Soppressa il 1º gennaio 2018, il suo territorio, assieme a quello delle ex-municipalità di Het Bildt, Menameradiel e parte di quello di Littenseradiel è andato a formare la nuova municipalità di Waadhoeke.